# 樋越町
樋越町（ひごしまち）は、群馬県前橋市の地名。旧勢多郡大胡町大字樋越にあたる地名である。郵便番号は371-0221。面積は1.52km2(2013年現在)。

## 地理
赤城山の南麓に位置し、神沢川と能満寺川が南流する。

### 河川
- 神沢川
- 能満寺川

## 歴史
江戸時代頃からある地名である。はじめは大胡藩領、元和4年に前橋藩領、明和4年に幕府領、安永7年から山城淀藩領であった。

### 年表
- 1889年 市町村制が施行され、1町7村が合併し、群馬県南勢多郡大胡村大字樋越となる。
- 1896年 郡統合（東群馬郡と南勢多郡の統合）により勢多郡に所属し勢多郡大胡村大字樋越となる。
- 1899年 大胡村が町制施行し大胡町が成立し勢多郡大胡町大字樋越となる。
- 2004年 平成の大合併で大胡町は、宮城村、粕川村とともに、前橋市に合併し、群馬県前橋市樋越町となる

## 世帯数と人口
2017年（平成29年）8月31日現在の世帯数と人口は以下の通りである。
| 町丁   | 世帯数    | 人口    |
| ------ | --------- | ------- |
| 樋越町 | 1,265世帯 | 3,330人 |

## 小・中学校の学区
市立小・中学校に通う場合、学区は以下の通りとなる。
| 番地 | 小学校               | 中学校             |
| ---- | -------------------- | ------------------ |
| 全域 | 前橋市立大胡東小学校 | 前橋市立大胡中学校 |

## 交通

### 鉄道
上毛電気鉄道上毛線樋越駅がある。

### バス
赤城タクシーが運行を行っているデマンドバス方式のふるさとバスがある。

### 道路
国道はなく、県道は群馬県道3号前橋大間々桐生線、群馬県道114号苗ヶ島飯土井線が通過。

## 施設

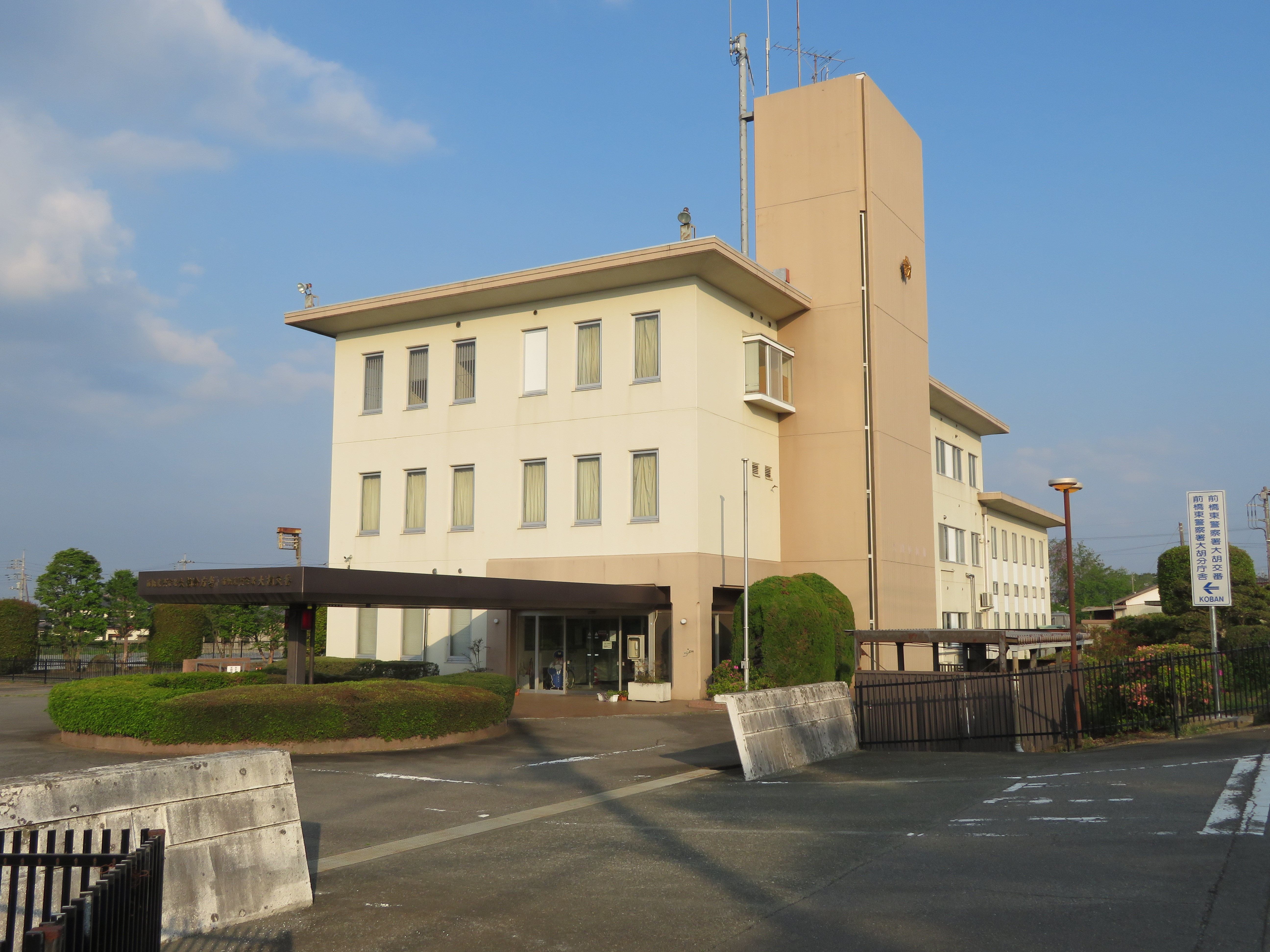
前橋東警察署大胡分庁舎

- 上毛電気鉄道樋越駅
- 前橋市消防局東消防署
- 前橋東警察署大胡分庁舎

## 避難所
当町が避難対象区域となった場合、近隣の河原浜町にある前橋市立大胡東小学校に避難する。